# Clematis floribunda
Clematis floribunda är en ranunkelväxtart som beskrevs av Wilhelm Sulpiz Kurz. Clematis floribunda ingår i släktet klematisar, och familjen ranunkelväxter. Inga underarter finns listade i Catalogue of Life.